# Villapark Meer en Bosch (Den Haag)
Villapark Meer en Bosch, ook wel 'Villadorp Kijkduin' genoemd, is een villawijk in de Haagse wijk Kijkduin. Het gebied omvatte de straten Wijkselaan, Noordwijkselaan, Meer en Boslaan, Scheveningselaan, Katwijkselaan, Zandvoortselaan, Duinlaan, Kijkduinsestraat en Hoek van Hollandlaan. De wijk werd tussen 1921-1923 gebouwd door het Haagse bouwbureau Joh.D. van der Houwen en bestond uit 126 huur- en koopwoningen.
De woningen zijn ontworpen door de architecten Jan Duiker en Bernard Bijvoet en bestonden uit diverse typen: cottage vrijstaand en twee-onder-één-kap met rieten dak en bungalow vrijstaand en drie-onder-één-kap met maasdak van rode of grijze leien. Door de veranda's en overstekende daken is bij een aantal huizen de invloed van Frank Lloyd Wright onmiskenbaar. De woningen in deze villawijk waren bedoeld als huisvesting voor de middenklasse zoals gemeente- en rijksambtenaren. 
Vanwege de afgelegen ligging ten opzichte van het centrum van Den Haag was het destijds lastig om de woningen te verkopen en te verhuren. In de woorden van Remco Campert werd de wijk in de jaren twintig en dertig 'een enclave van kunstenaars'. De dichter J.C. Bloem woonde van 1937-1940 in het huis Duinlaan 143, samen met Jan Campert, journalist, zijn zoontje Remco en toenmalige echtgenote, de dichteres Clara Eggink. De Duitse Dada-kunstenaar Kurt Schwitters woonde en werkte in de jaren twintig langere tijd in Villapark Meer en Bosch, ten huize van de Hongaarse kunstenaar Lajos d’Ébneth. In enkele werken van Schwitters uit deze periode zijn Kijkduinse tramkaartjes verwerkt.
In het kader van de aanleg van de Duitse Atlantikwall werd het villapark 'Sperrgebiet' en werden vele woningen afgebroken. Na de Tweede Wereldoorlog werden nog een aantal bouwvallige woningen afgebroken.

## Monumentale status
Van de oorspronkelijke woningen van architecten Duiker en Bijvoet resteren er nog 56. Deze vallen onder het gemeentelijk aangewezen beschermd stadsgezicht Kijkduin-Meer en Bosch. Enkele woningen hebben de status van rijksmonument.

## Oostenrijkse woningen
Aan de Katwijkselaan, hoek Zandvoortselaan en de Scheveningselaan zijn na de Tweede Wereldoorlog, in 1949 een 13-tal Oostenrijkse woningen gebouwd, waarvan er 1 in de strenge winter van 1963 is verwoest door brand.

## Literatuur

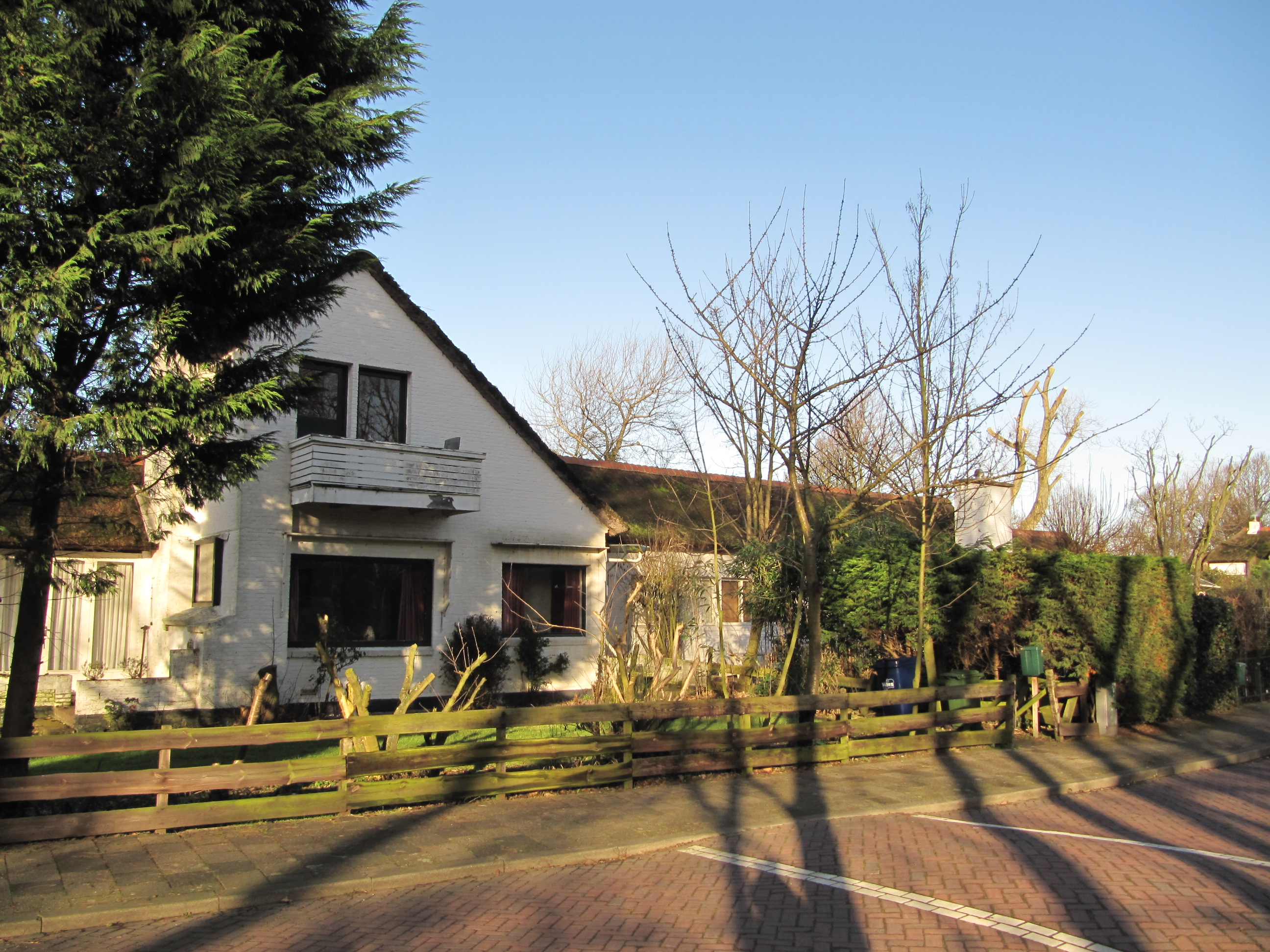
Linkerhelft van dubbele villa in cottagestijl
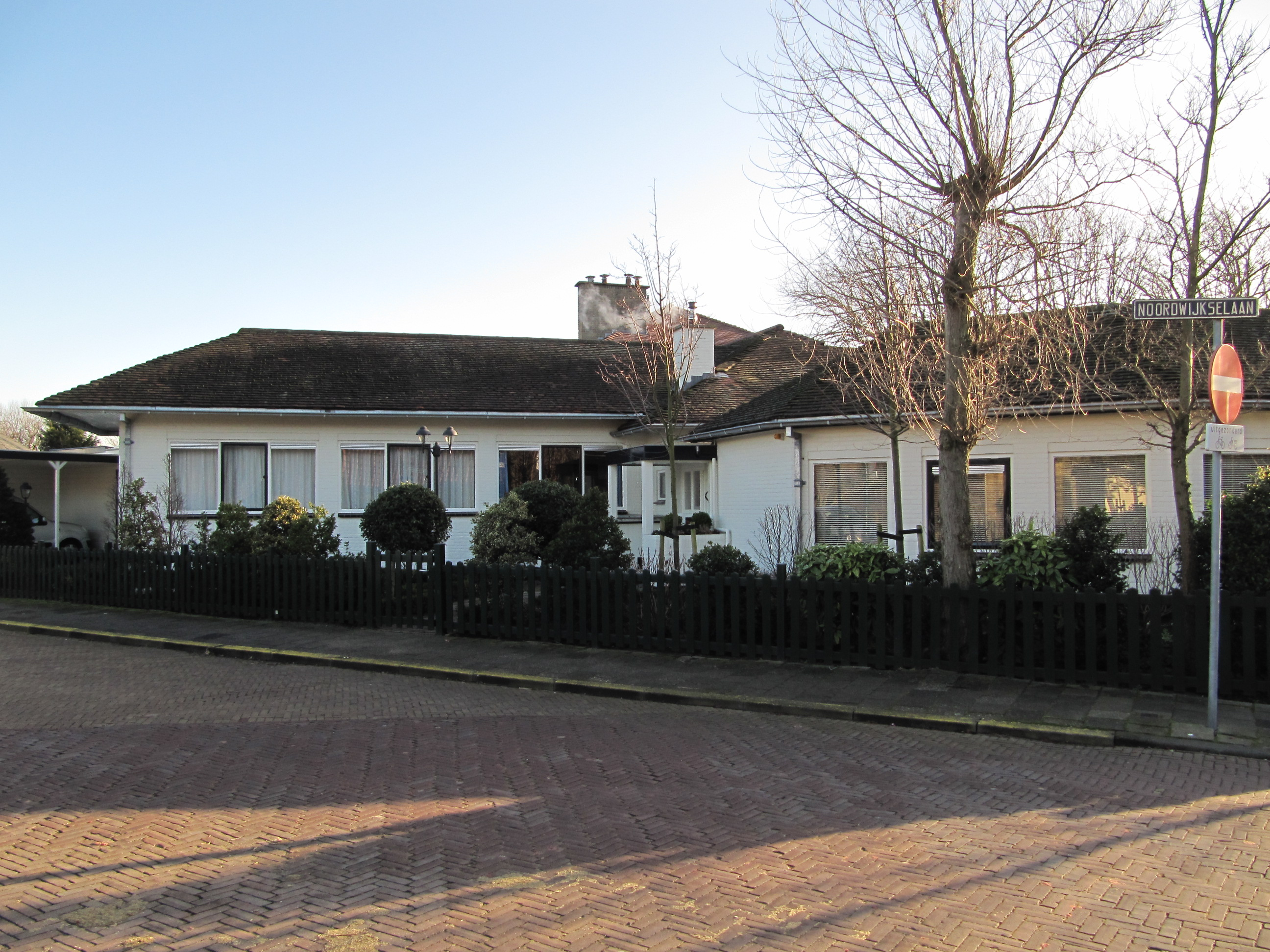
Villa op hoek Noordwijkse- en Scheveningselaan
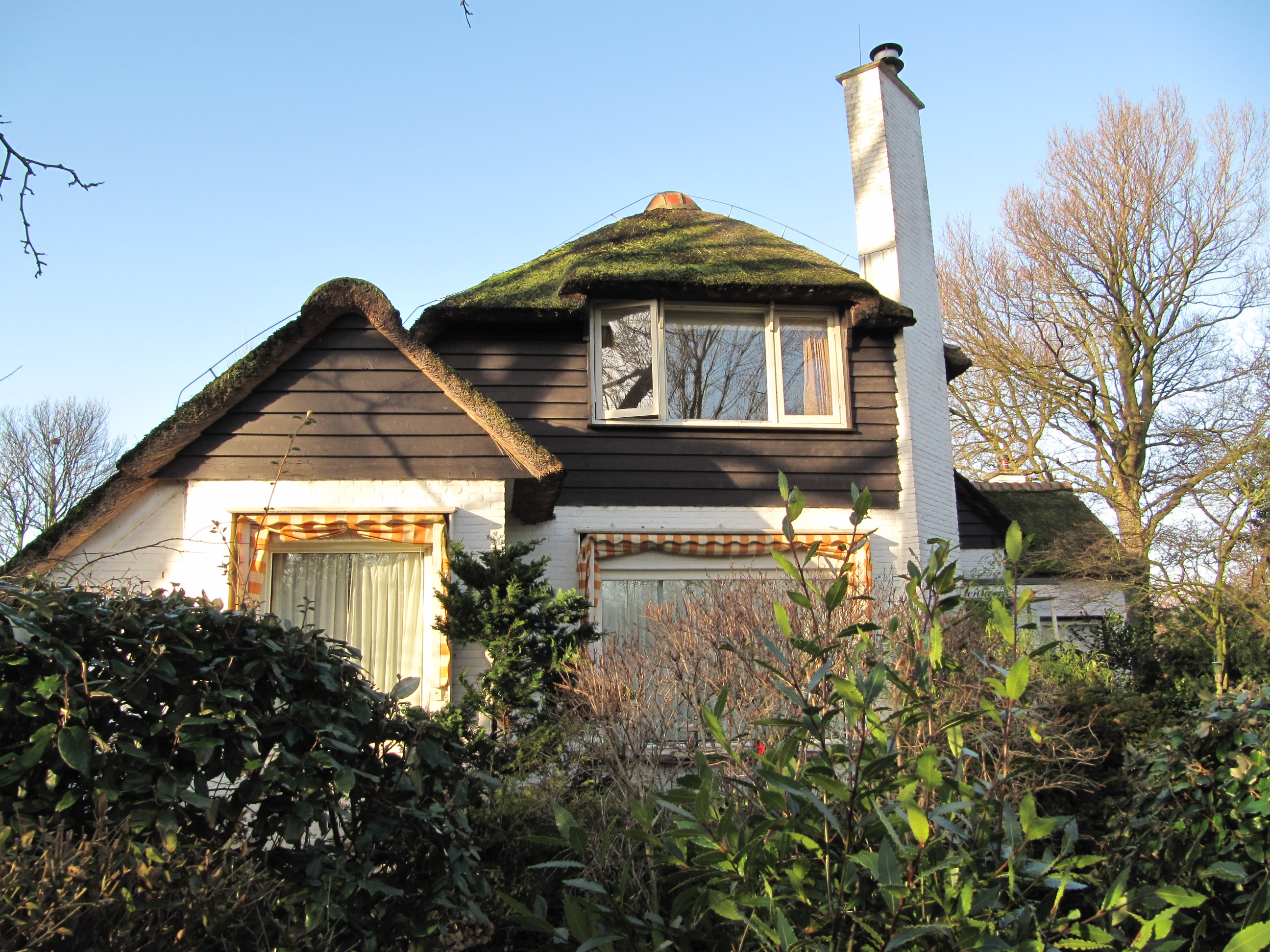
'Tenrande', vrijstaande villa in cottagestijl
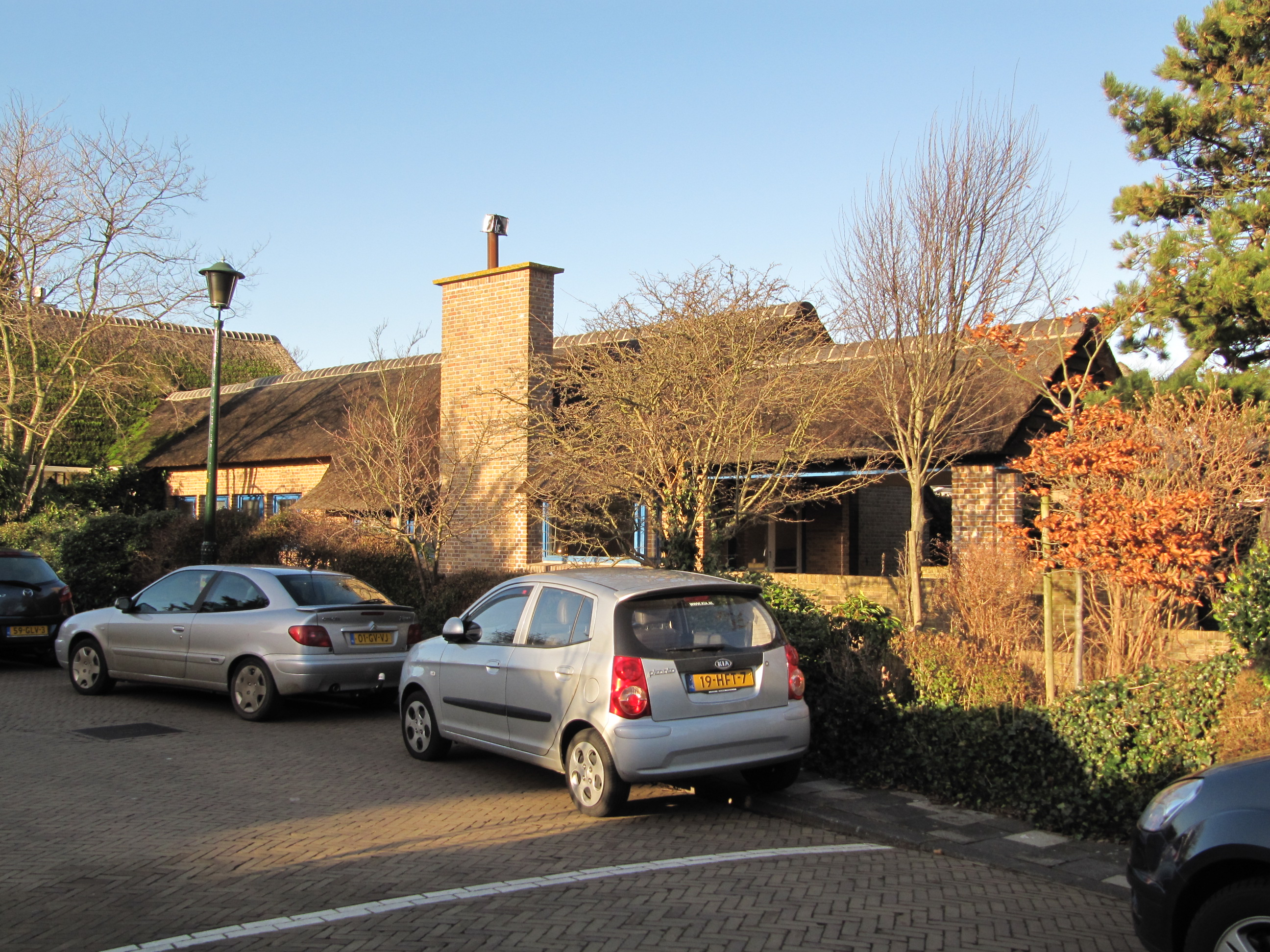
Noordwijkselaan 8, een van de weinige woningen in oorspronkelijke staat